# کفر برعم
کفر برعم (به عربی: کفر برعم) روستایی فلسطینی، واقع در ۱۱٬۵ کیلومتری شمال غرب صفد بود.